# Le Pin, Calvados

Le Pin este o comună în departamentul Calvados, Franța. În 1 ianuarie 2022 avea o populație de 806 de locuitori.